# Metrosideros waialealae
Metrosideros waialealae är en myrtenväxtart som först beskrevs av Joseph Rock, och fick sitt nu gällande namn av Joseph Rock. Metrosideros waialealae ingår i släktet Metrosideros och familjen myrtenväxter.
Artens utbredningsområde är Hawaii.

## Underarter
Arten delas in i följande underarter:
- M. w. fauriei
- M. w. waialealae